# 노랑부리백로
노랑부리백로(Chinese egret)는 백로과에 속한 새이다. 학명은 Egretta eulophotes이다. 몸길이 약 61cm로 온몸이 흰색이며 번식기에는 뒷머리에 8cm쯤 되는 장식깃이 발달한다. 부리는 노란색이고 수컷의 겨울깃은 뒷머리·아랫목·어깨에 장식깃이 없다. 번식기가 아닐 때에는 부리가 검은색으로 변한다. 다리는 검은색이고, 발가락은 노란빛이 도는 녹색이다. 해안가의 갯벌, 염전, 논 등지에 서식하며 어류와 갑각류 따위를 즐겨 먹는다. 바닷가 섬에서 집단으로 번식한다. 평평한 바위나 땅 위에 명아주나 비쑥 등의 마른 가지로 조잡한 둥지를 짓는다. 암컷은 엷은 청록색 알을 2-4개 낳는다. 국제적으로 멸종 위기에 처해 있으며, 대한민국에서는 천연기념물 제361호 및 멸종위기 야생생물 Ⅰ급으로 지정하여 보호하고 있다.
안산의 시조로 지정됐다.